# Wee-Gbehy-Mahn District
Wee-Gbehy-Mahn är ett distrikt i Liberia.   Det ligger i regionen Nimba County, i den centrala delen av landet, 220 km öster om huvudstaden Monrovia.